# Ray Felix
Raymond Darlington "Ray" Felix (nacido el 10 de diciembre de 1930 en Nueva York y fallecido el 28 de julio de 1991 en Queens) fue un jugador de baloncesto estadounidense que disputó 9 temporadas en la NBA en tres equipos diferentes. Medía 2,11 metros y jugaba en la posición de pívot. Fue el segundo jugador afroamericano, tras Don Barksdale, en ser elegido para disputar un All-Star Game.

## Trayectoria deportiva

### Universidad
Jugó durante dos temporadas con los Blackbirds de la Universidad de Long Island, en los que promedió 20,9 puntos por partido. Tras jugar en un combinado denominado College All Stars, decidió en el que iba a ser su última temporada universitaria probar suerte en la ABL, jugando con los Manchester British-Americans, con los que promedió 22 puntos por partido en los 28 que disputó allí.

### Profesional
Fue elegido en la segunda posición (primera, si no se tienen en cuenta las elecciones territoriales) del Draft de la NBA de 1953 por Baltimore Bullets. Allí jugó una única temporada, en la que promedió 17,6 puntos y 13,3 rebotes por partido, siendo el máximo anotador de su equipo, por lo que fue elegido Rookie del Año y disputó el All Star de esa temporada, que fue a la postre la mejor de su carrera. Al año siguiente fue traspasado a New York Knicks a cambio de Al McGuire, Chuck Grigsby y Connie Simmons, donde jugó durante 5 temporadas y media, perdiendo protagonismo cada temporada que pasaba. A poco de comenzar la temporada 1959-60 fue traspasado a Minneapolis Lakers a cambio de Dick Garmaker, en la que sería la última campaña de este equipo en el estado de Minnesota. Al año siguiente se trasladarían a Los Ángeles, donde transcurrirían sus dos últimas temporadas como profesional. Se retiró en 1962, con 31 años, habiendo promediado 10,9 puntos y 8,9 rebotes por partido en sus 9 años en la NBA.

## Estadísticas de su carrera en la NBA

### Temporada regular
| Año      | Equipo       | PJ  | MPP  | TC%  | TL%   | RPP  | APP | PPP  |
| -------- | ------------ | --- | ---- | ---- | ----- | ---- | --- | ---- |
| 1953–54  | Baltimore    | 72  | 37.1 | .417 | .638  | 13.3 | 1.1 | 17.6 |
| 1954–55  | New York     | 72  | 28.1 | .438 | .622  | 11.4 | 0.9 | 14.4 |
| 1955–56  | New York     | 72  | 23.6 | .415 | .706  | 8.7  | 0.7 | 12.3 |
| 1956–57  | New York     | 72  | 22.5 | .416 | .747  | 8.2  | 0.5 | 12.0 |
| 1957–58  | New York     | 72  | 23.7 | .442 | .697  | 10.4 | 0.7 | 12.2 |
| 1958–59  | New York     | 72  | 22.1 | .371 | .713  | 7.9  | 0.7 | 10.4 |
| 1959–60  | New York     | 16  | 11.6 | .330 | .576  | 5.1  | 0.1 | 5.1  |
| 1959–60  | Minneapolis  | 31  | 22.5 | .402 | .646  | 8.3  | 0.9 | 8.4  |
| 1960–61  | L. A. Lakers | 78  | 19.4 | .372 | .699  | 6.9  | 0.5 | 6.6  |
| 1961–62  | L. A. Lakers | 80  | 18.5 | .430 | .692  | 5.9  | 0.7 | 5.4  |
| Total    | Total        | 637 | 23.8 | .412 | .678  | 8.9  | 0.7 | 10.9 |
| All-Star | All-Star     | 1   | 32.0 | .500 | 1.000 | 11.0 | 1.0 | 13.0 |

### Playoffs
| Año   | Equipo      | PJ | MPP  | TC%  | TL%  | RPP  | APP | PPP  |
| ----- | ----------- | -- | ---- | ---- | ---- | ---- | --- | ---- |
| 1955  | New York    | 3  | 21.0 | .125 | .619 | 4.0  | 0.3 | 5.7  |
| 1959  | New York    | 2  | 22.5 | .429 | .500 | 11.5 | 1.0 | 13.0 |
| 1960  | Minneapolis | 8  | 18.4 | .415 | .720 | 6.6  | 1.1 | 6.5  |
| 1961  | L.A. Lakers | 12 | 28.3 | .422 | .769 | 10.4 | 0.8 | 10.2 |
| 1962  | L.A. Lakers | 13 | 18.6 | .492 | .684 | 5.9  | 0.5 | 6.5  |
| Total | Total       | 38 | 22.0 | .419 | .701 | 7.6  | 0.8 | 7.9  |

## Vida posterior
Tras acabar su carrera profesional, trabajó durante muchos años en el Departamento de Parques de la ciudad de Nueva York. en sus últimos años fue supervisor de los refugios masculinos para gentes sin hogar en el barrio de Harlem.

## Fallecimiento
Felix falleció en 1991 en su domicilio de Queens, víctima de un ataque al corazón, dejando mujer y un hijo.